# Hanumana
Hanumana is een nagar panchayat (plaats) in het district Rewa van de Indiase staat Madhya Pradesh. 

## Demografie
Volgens de Indiase volkstelling van 2001 wonen er 14.873 mensen in Hanumana, waarvan 52% mannelijk en 48% vrouwelijk is. De plaats heeft een alfabetiseringsgraad van 53%. 